# Claudia Beni
Claudia Beni (Opatija, 30. svibnja 1986.), hrvatska pop-pjevačica.

## Glazbena karijera
Prvi put kad je nastupala na Dori, imala je samo 12 godina (nastupala je s tadašnjom grupom "Teens"), no već je tada bila iskusna pjevačica u bendu koja je s "Teensima" nastupala u Hrvatskoj, Bosni i Hercegovini, Sloveniji i Crnoj Gori.
Nakon više od 30,000 prodanih primjeraka 3 cd-a grupe Teens i nakon osvojenog Porina 2002. godine, napušta grupu Teens. Njen prvi album, "Claudia", kojeg je snimila sa samo 16 godina, u prodaju je pušten nešto prije ljeta 2002. godine. Pjesmama "Tako hrabar da me ostaviš" (nagrada Splitskog festivala 2001.), "Ili ona ili ja" (Zagrebfest 2001.) i "Led" (HRF 2002.), Probija se na sam vrh glazbenih ljestvica.
Surađivala je i s Ivanom Banfić. Snimile su pjesmu "Hrvatice vas vole" povodom Svjetskog nogometnog prvenstva u Japanu 2002. godine. 
Sudjelovala je na Dori 2003. godine s pjesmom "Više nisam tvoja" (I Can't Be Your Lover). Na iznenađenje mnogih, uključujući i sebe same, odnijela je pobjedu i nastupala na Eurosongu 2003. godine koji se održao u Rigi. Završila je na 15. mjestu. 
Nakon tih nastupa objavljuje svoj drugi album "Čista kao suza" i ponovo sudjeluje na Dori, ovaj put 2006. godine, i to s pjesmom "Samo ti mi ostani". Pjesma nije prošla u finale Dore.
2008.godine povlači se iz javnosti i s hrvatske glazbene scene, te se daleko od očiju javnosti zapošljava kao frizerka u rodnoj Opatiji.
2013. vraća se na glazbenu scenu kao glavni vokal u lokalnoj grupi Koktelsi u kojoj je pjevala do 2015. 